# Брот ле Ре
Брот ле Ре (фр. Brotte-lès-Ray) насеље је и општина у источној Француској у региону Франш-Конте, у департману Горња Саона која припада префектури Везул.
По подацима из 2011. године у општини је живело 69 становника, а густина насељености је износила 13,64 становника/km². Општина се простире на површини од 5,06 km². Налази се на средњој надморској висини од 242 метара (максималној 249 m, а минималној 200 m).

## Демографија
| 1962. | 1968. | 1975. | 1982. | 1990. | 1999. | 2011. |
| ----- | ----- | ----- | ----- | ----- | ----- | ----- |
| 82    | 89    | 65    | 76    | 84    | 64    | 69    |

График промене броја становника у току последњих година